# クロエリコウテンシ
クロエリコウテンシ（学名：Melanocorypha calandra）は、スズメ目ヒバリ科に分類される鳥類の一種である。

## 分布
主にヨーロッパ、西・中央アジア、北アフリカに分布する。